# Лисий Микола Степанович
Микола Степанович Лисий (9 травня 1941, с. Росохач, нині Україна — 22 січня 2007, с. Росохач, Україна) — український учасник національно-визвольних змагань, політв'язень, правозахисник. Орден «За мужність» I ступеня (2006).

## Життєпис
Закінчив 8 класів школи в родинному селі. До арешту більшовиками 11 квітня 1973 року працював робітником.
Член підпільної патріотичної Росохацької групи, яка в ніч з 21 на 22 січня 1973 року розвісила в м. Чорткові українські національні прапори і розклеїла антирадянські листівки на честь 55-ї річниці проголошення незалежності УНР. На суді над членами групи у вересні 1973 року проходив як свідок, однак за окремою ухвалою Тернопільського обласного суду рік провів у слідчому ізоляторі.
Після звільнення проживав у родинному селі.
Активний учасник руху за незалежність України. Був членом «Меморіалу», Української Гельсинської спілки, Української республіканської партії, Республіканської християнської партії.
Про членів Росохацької підпільної організації Харківською правозахисною групою видана книжка «Юнаки з огненної печі», відзнято документальні фільми «Прапори» (2018) та «Росохацька група» (2023).
26 січня 2012 року на фасаді Чортківського гуманітарно-педагогічного фахового коледжу імені Олександра Барвінського відкрито меморіальну таблицю з написом: «На цьому будинку Чортківського педагогічного училища в ніч з 21 на 22 січня 1973 року члени Росохацької патріотичної організації (Вітів П.І., Винничук П.М., Кравець А.М., Лисий М.С., Мармус М.В., Сапеляк С.Є., Слободян М.В.) під керівництвом Володимира Мармуса встановили національний прапор України і політичні прокламації до 55-х роковин проголошення незалежності УНР та в протест проти репресій комуністичної диктатури. Слава Україні! Героям Слава!».